# Sierratettix carinatus
Sierratettix carinatus är en insektsart som beskrevs av Perez-gelabert, Hierro och D. Otte 1998. Sierratettix carinatus ingår i släktet Sierratettix och familjen torngräshoppor. Inga underarter finns listade i Catalogue of Life.